# Verwaltungsgemeinschaft Wertingen
Die Verwaltungsgemeinschaft Wertingen liegt im schwäbischen Landkreis Dillingen an der Donau und wird von folgenden Gemeinden gebildet:
1. Binswangen, 1376 Einwohner, 11,91 km²
2. Laugna, 1552 Einwohner, 27,58 km²
3. Villenbach, 1280 Einwohner, 17,80 km²
4. Wertingen, Stadt, 9334 Einwohner, 51,88 km²
5. Zusamaltheim, 1280 Einwohner, 17,93 km²

Sitz der Verwaltungsgemeinschaft ist Wertingen.